# Associazione Sportiva Solbiatese 1971-1972
Questa voce raccoglie le informazioni riguardanti l'Associazione Sportiva Solbiatese nelle competizioni ufficiali della stagione 1971-1972.

## Rosa
| N. |                   | Ruolo | Calciatore            |
| -- | ----------------- | ----- | --------------------- |
|    | Italia (bandiera) | C     | Gianfranco Bellotto   |
|    | Italia (bandiera) | P     | Leonorio Borghese     |
|    | Italia (bandiera) | C     | Francesco Brusati     |
|    | Italia (bandiera) | C     | Giancarlo Castiglioni |
|    | Italia (bandiera) | C     | Adelio Crespi         |
|    | Italia (bandiera) | A     | Renzo Dalle Crode     |
|    | Italia (bandiera) | D     | Luciano Fiorin        |
|    | Italia (bandiera) | A     | Carlo Foglia          |
|    | Italia (bandiera) | A     | Giovanni Geremia      |

| N. |                   | Ruolo | Calciatore          |
| -- | ----------------- | ----- | ------------------- |
|    | Italia (bandiera) | A     | Pierluigi Invernici |
|    | Italia (bandiera) |       | Antonio Lissi       |
|    | Italia (bandiera) | A     | Narciso Pezzotti    |
|    | Italia (bandiera) | A     | Giorgio Piotto      |
|    | Italia (bandiera) | C     | Salvatore Rampanti  |
|    | Italia (bandiera) | D     | Tommaso Rossi       |
|    | Italia (bandiera) | D     | Sergio Sacchini     |
|    | Italia (bandiera) | C     | Domenico Volpati    |
|    | Italia (bandiera) | P     | Eugenio Zecchina    |